# Guerra de Masinisa
Durante la segunda guerra púnica, cartagineses y númidas fueron finalmente derrotados en la batalla de Ilipa en 206 a. C., perdiendo el dominio sobre Iberia, que pasaría a manos romanas. Después de esto Masinisa cambió de bando y hacer aperturas con los romanos (Silano, lugarteniente de Escipión) y finalmente en una entrevista con Escipión el Africano se hizo aliado romano. Después de que los dos hijos de Masinisa, Gulussa y Micipsa, enviados como embajadores a Cartago, fueron insultados y atacados en Cartago, estalló la guerra.

## La guerra
Masinisa invadió territorio cartaginés y sitió Oroscopa donde Asdrúbal el Beotarca fue enviado con 25 000 hombres, 400 caballeros y 6000 jinetes númidas, que desertaron del campo de Masinisa; intentó hacer levantar el asedio y librar batalla a Masinisa pero después de todo el día de combate no hubo ningún ganador y comenzaron conversaciones que fracasaron.
Masinisa progresivamente colocó a Asdrúbal en una posición en la que no podía recibir suministros y finalmente tuvo que capitular por falta de alimentos, y por el acuerdo pudo salir con seguridad dejando armas y bagajes, cuando ya se retiraban fueron atacados traicioneramente por los númidas, violando el tratado y el ejército cartaginés fue destruido.

## Consecuencias
Asdrúbal y unos cuantos más pudieron escapar hacia Cartago. El senado, para salvar la cara ante Roma, le condenó al destierro junto con todos los que habían estado a favor de la guerra contra Masinisa. Se refugió en territorio númida y reunió un ejército de 20 000 hombres.
Cuando el senado cartaginés vio que hiciera las concesiones que hiciera, no podía evitar los propósitos romanos para destruir Cartago, y cuando se iniciaron los preparativos para el enfrentamiento final llamaron a Asdrúbal y le dieron el mando (149 a. C.) junto con otro Asdrúbal (nieto de Masinisa) que tendría el mando de la ciudad. Su ejército le aseguraba el dominio en campo abierto y la llegada de suministros a la ciudad, mientras los romanos debían recibir sus provisiones por mar.